# Свети Георги (Калирахи)
Вижте пояснителната страница за други значения на Свети Георги.
„Свети Георги“ (на гръцки: Ιερός Ναός Αγίου Γεωργίου) е възрожденска православна църква край село Калирахи на остров Тасос, Егейска Македония, Гърция, част от Филипийската, Неаполска и Тасоска епархия на Вселенската патриаршия.
Църквата е разположена между Скала Калирахис и Скала Марион, близо до обиколния път на острова. Построена е в средата на XIX век. В архитектурно отношение е еднокорабна църква с дървен покрив и първоначално трем на запад. Наосът има външни размери 9,95 × 6,45 m, площта му е 64,67 m2, дебелината на стените е 64 cm. Вътрешната височина е 2,45 m. Църквата е осветена от два правоъгълни отвън и отвътре прозореца. Вградени плочи на южната стена между прозорците образуват кръст. Тремът е затворен на север и отворен на юг и запад. Издигнат е една стъпка над терена и е с ширина от 2,45 m и височина от 2,80 m. Има три дървени стълба. Едно стъпало води към наоса през единична врата. Входът на храма има нисък сводест трегер и плитка извита ниша над него, в която вероятно е бил изобразен светецът поткровител. Наосът е с една стъпка по-високо от трема. Подът е от цимент, а в олтара са запазени старите плочи.
Иконостасът е от 1977 г., дървен с две врати и серия от седем изображения, стигащ до тавана. През 2006 г. над всяка икона е изписано окото на Бога. Иконите са: „Света Параскева“ (1972), „Свети Георги“, „Света Богородица“ (дело на монаси от Кария, 1966), „Исус Христос“, „Свети Димитър“, „Свети Йоан Кръстител“ (1972), „Свети Николай“ (1972). Светилището е издигнато и се вижда апсидата и основите на другите две ниши. Има вентилационен отвор в апсидата и прозорец на южната страна. На северната стена има още две малки ниши. Вдясно от входа, на половината височина на вратата има плитка засводена ниша, в която се слага иконата на светеца по време на празник. В архитектурно отношение храмът наподобява „Сретение Господне“ (1862) и вероятно е от същото време.